# Potigny
Potigny ist eine französische Gemeinde mit 2.076 Einwohnern (Stand: 1. Januar 2022) im Département Calvados in der Region Normandie. Sie gehört zum Arrondissement Caen und zum Kanton Falaise. Die Einwohner werden Potignais genannt.

## Geografie
Potigny liegt etwa 25 Kilometer südsüdöstlich von Caen. Umgeben wird Potigny von den Nachbargemeinden Soumont-Saint-Quentin im Norden und Osten, Bons-Tassilly im Osten und Süden sowie Fontaine-le-Pin im Westen.

## Bevölkerungsentwicklung
| Jahr                       | 1962 | 1968 | 1975 | 1982 | 1990 | 1999 | 2006 | 2012 | 2019 |
| Einwohner                  | 2926 | 2720 | 2408 | 2120 | 1776 | 1703 | 1719 | 1886 | 2079 |
| Quellen: Cassini und INSEE |      |      |      |      |      |      |      |      |      |

## Sehenswürdigkeiten
- Kirche Notre-Dame-du-Rosaire aus dem 13. Jahrhundert, seit 1930 Monument historique
- Alte Mädchenschule, heutiges Rathaus
- Altes Rathaus mit Schule
- Häuser der Zechenverwaltung
- Waschhäuser

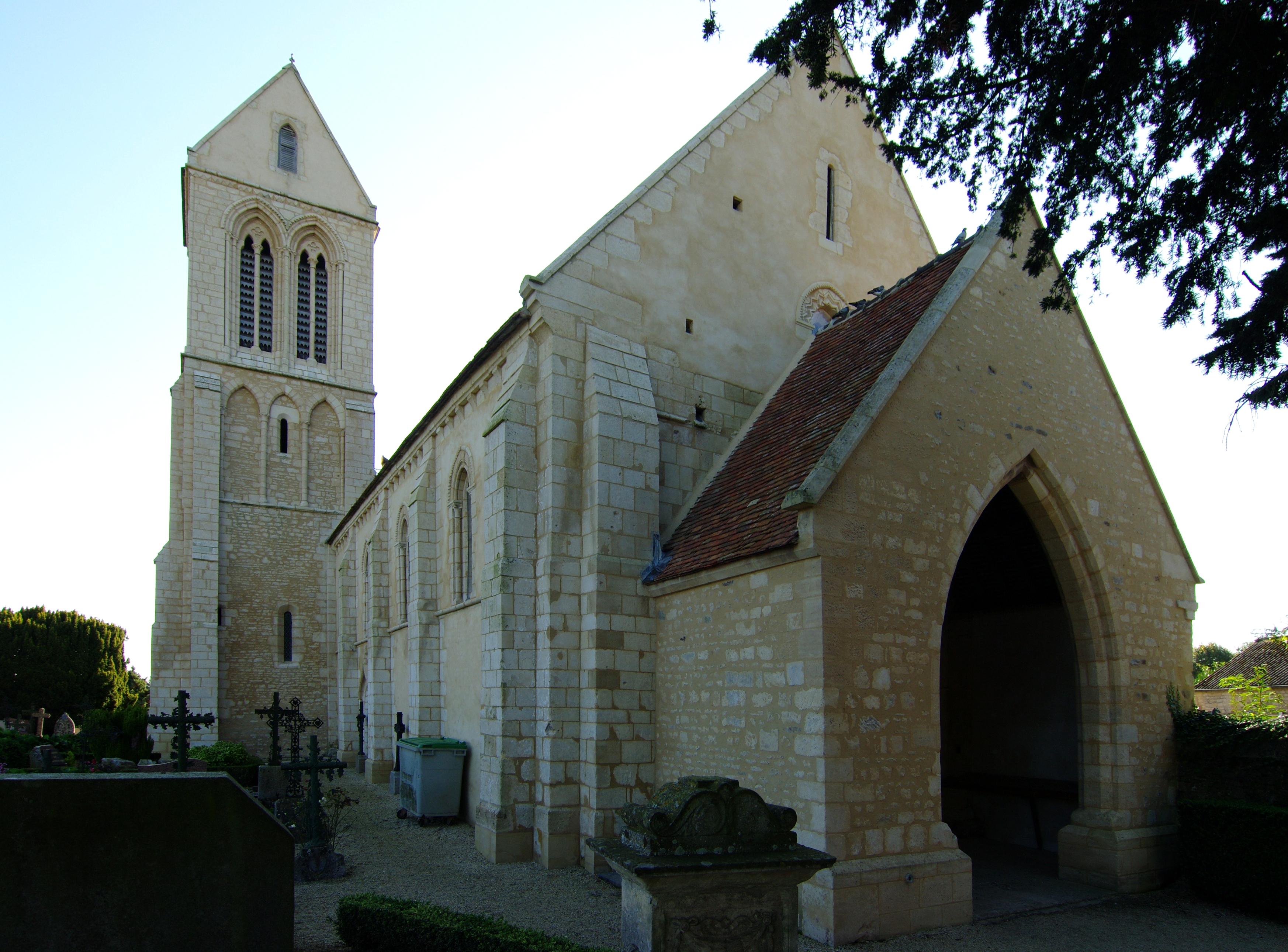
Kirche Notre-Dame-du-Rosaire
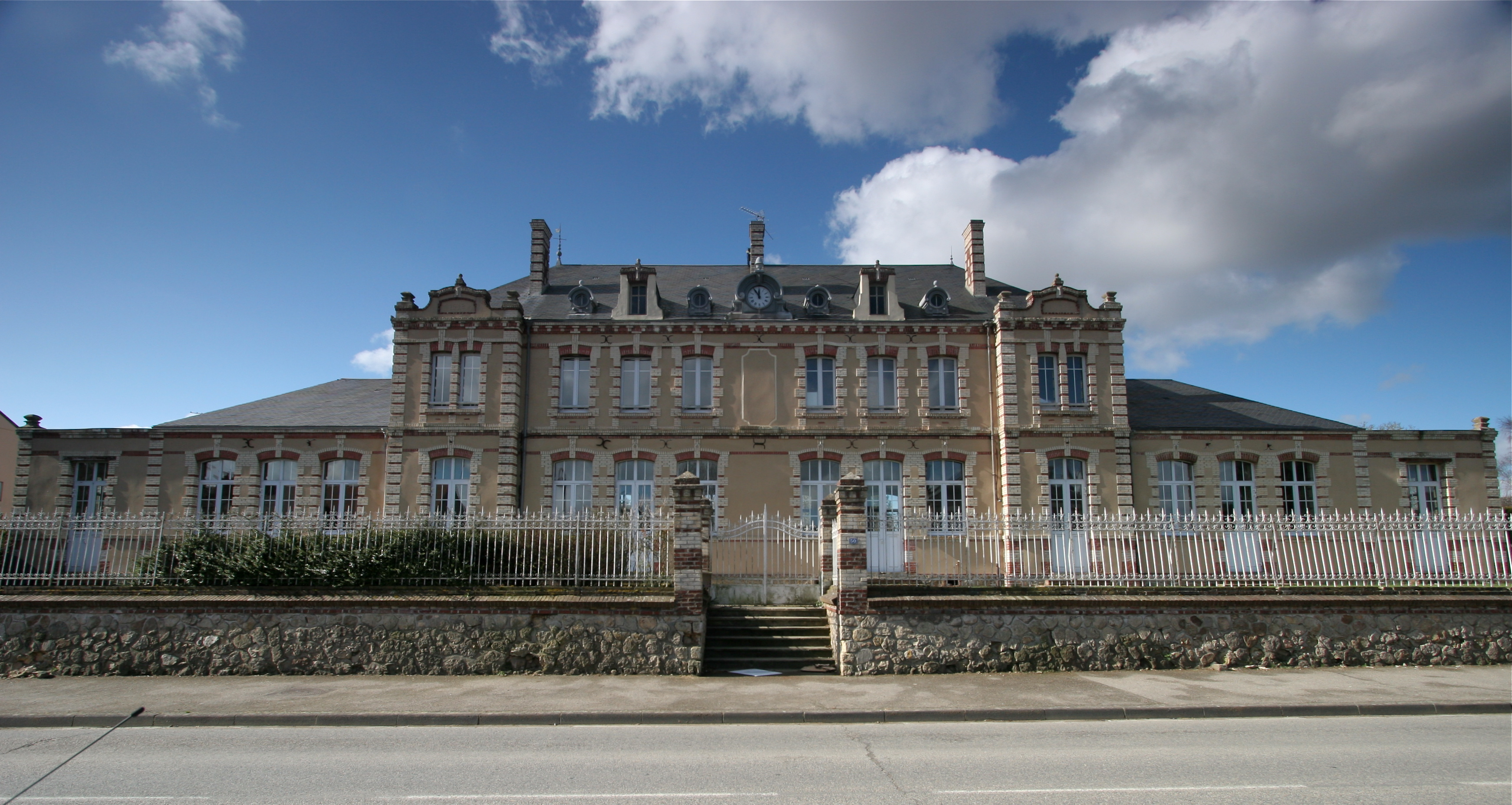
Alte Mädchenschule, heutiges Rathaus
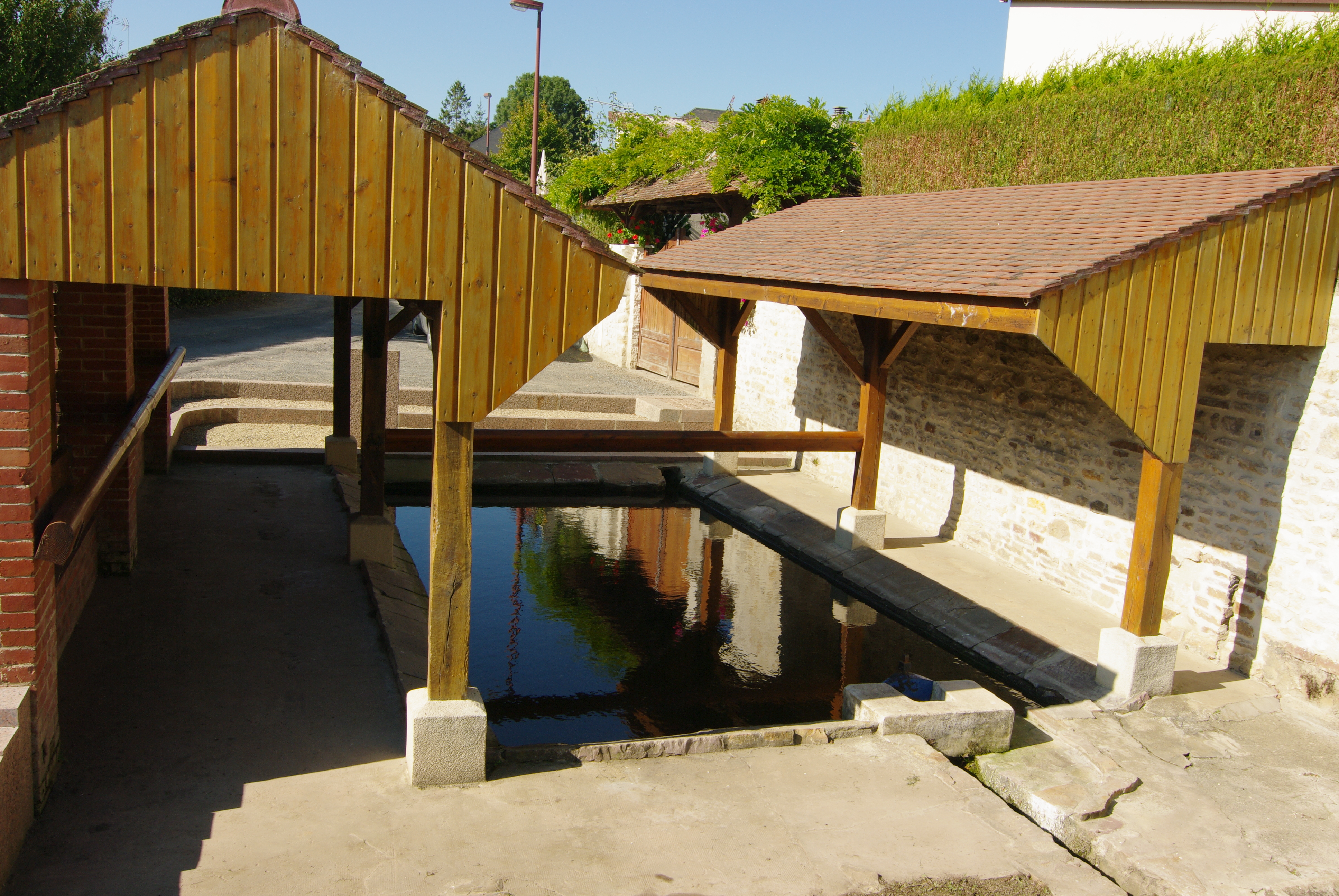
Waschhaus

## Gemeindepartnerschaften
Mit der polnischen Gemeinde Jutrosin in der Wojewodschaft Großpolen seit 1993 und mit der britischen Gemeinde Banwell in Somerset (England) seit 1999 bestehen Partnerschaften.

## Persönlichkeiten
- Maurice De Muer (1921–2012), Radrennfahrer und Sportlicher Leiter